# 三教同聲
《三教同聲》中国古琴谱。明万历壬辰间张德新撰。宁波范氏天一阁藏。

## 琴谱介绍
卷首有万历壬辰年菊月赐进士出身中顺大夫建按察使司副使上饶鉄耕道者郑邦福撰序。全书共十九页，凡四曲。四曲都是用《大学》、《道德经》、《普庵咒》的原文，以一字当一音所作的琴曲谱。内容是当时仅有的创作谱辑。